# Edeko
Edeko (? - 469, Panonie) byl vůdce germánského kmene Skirů, otec Odoakera, který se stal magister militum v římské armádě a prvním neřímským panovníkem Západořímské říše. Edeko pocházel snad z kmene Hunů či Durynku, až uzavřením manželství s dcerou vlivného člena kmene se spříznil se Skiry. Skirové byli v polovině 5. století vazalským kmenem Hunů. Edeko byl stejně jako král Gepidů Ardarich významnou osobností v družině hunského vůdce Attily a společně s ním bojoval v bitvě na Katalaunských polích.
Později byli Skirové podněcováni Hunimundem vůdcem odnože dunajských Skirů, k přerušení spojenectví s Ostrogóty. Hunimund vedl koalici germánských kmenů podporovaných římským císařem Leonem proti králi Ostrogótů Theodemirovi. Edeko s jeho synem Hunulfem se nakonec přiklonil na stranu Hunimunda. V následné bitvě u Bolie v roce 469 byl Edeko i s koalicí germánských kmenů, Ostrogóty poražen.
Měl dva syny Odoakera a Hunulfa.